# 塙隆夫
塙 隆夫（はなわ たかお、1957年 - ）は、日本の生体材料学者。東京医科歯科大学生体材料工学研究所教授、神戸大学未来医工学研究開発センター特命教授。元日本バイオマテリアル学会会長。元日本歯科理工学会理事長。東北大学金属材料研究所教授、東京大学大学院工学系研究科教授など歴任。

## 人物・経歴
東京生まれ。1981年北海道大学工学部金属工学科卒業、北海道大学歯学部歯学科助手。1989年北海道大学より歯学博士の学位を取得。1993年徳島大学歯学部歯学科助教授。1998年東北大学博士（工学）。同年科学技術庁金属材料技術研究所生体材料研究チームリーダー。
2001年物質・材料研究機構生体材料研究センター副センター長。2002年芝浦工業大学客員連携大学院教授。2003年東北大学金属材料研究所教授併任。2004年東京医科歯科大学生体材料工学研究所医療基盤材料研究部門金属生体材料学教授、東京医科歯科大学大学院医歯学総合研究科医歯学系専攻顎顔面頸部機能再建学講座金属材料学教授、北海道大学大学院情報科学研究科客員教授、筑波大学大学院数理物質科学研究科客員教授。
2009年東京大学大学院工学系研究科マテリアル工学専攻教授、東北大学金属材料研究所客員教授。2010年東北大学歯学部歯学科非常勤講師。2011年東京医科歯科大学生体材料工学研究所所長、歯科チタン学会会長。2012年東京医科歯科大学大学院医歯学総合研究科生命理工学系専攻生命理工学講座金属生体材料教授、日本歯科理工学会会長・理事長。2013年 日本医工ものづくりコモンズ特別顧問。2014年名古屋大学未来材料・システム科学研究所材料創製部門客員教授。
2015年東京医科歯科大学副理事（研究担当）、日本バイオマテリアル学会会長、北海道大学歯学部歯学科非常勤講師。2016年九州大学巨大ひずみマテリアル国際研究センター客員教授。2017年岡山大学歯学部歯学科非常勤講師。2020年神戸大学未来医工学研究開発センター特命教授（クロスアポイントメント）、大阪大学大学院工学研究科マテリアル生産科学専攻招へい教授、北見工業大学工学部地球環境工学科非常勤講師、日本学術会議会員。

## 受賞歴
- 日本バイオマテリアル学会科学奨励賞 1995年[2]
- 科学技術庁長官賞業績表彰 2000年[2]
- 日本金属学会功績賞 2001年[2]
- 日本金属学会技術開発賞 2003年[1]
- 日本金属学会技術開発賞 2004年[2]
- 日本人工臓器学会JSAO-Grant賞 2004年[1]
- 日本バイオマテリアル学会学会賞 2009年[2]
- 日本金属学会論文賞 2010年[2]
- 日本金属学会学術功労賞 2013年[2]
- 日本歯科理工学会学会賞 2015年[2]
- 腐食防食学会岡本剛記念講演賞 2017年[2]
- 日本金属学会本多記念講演 2020年[2]